# Суслова Олена Іванівна
Олена Іванівна Суслова (23 квітня 1958) — українська жіноча правозахисниця, тренерка, дослідниця в Україні і за кордоном в областях ґендерної рівності, трансформації конфліктів, миротворення. Керівниця Інформаційно-консультативного жіночого центру.

## Біографія
Народилася 23 квітня 1958 року в с. Покровка Оренбурзької області, СРСР, у вчительській сім’ї. Має двох старших доньок. 
З 1958 р. по 1979 р. проживала в Оренбурзькій області. 1964-1974 рр. — учениця середньої школи с. Чорний Отрог Саракташського району Оренбурзької області. Після школи вступила в Оренбурзький політехнічний інститут, де до 1974 року навчалася на інженера галузі «Промислове та цивільне будівництво». 1979 року за інститутським розподілом потрапила до Тюменської області, звідки того ж року переїхала до Києва. 
У 2001 році отримала диплом магістра міжнародного права в Українській академії зовнішньої торгівлі. Подальша освіта:
2001 — Магістр міжнародного права, Українська академія зовнішньої торгівлі; 
1999 — Курс «Дослідження в соціальній роботі і соціальній політиці», Національний університет «Києво-Могилянська Академія» Програми Tempus-Tacis;
1999 — Курс «Трансформація конфліктів: транссенд метод», Центрально-Європейський університет, Угорщина.

## Трудова діяльність
У період з січня 1992 р. по травень 1994 р. Олена Суслова працювала в Ometa-Inster спеціалісткою з маркетингу, займаючись розробкою нового страхового правила для компанії. Стала співавторкою правил для будівництва[джерело?]. 
З 1990 р. по 1993 р. була заступницею голови Союзу Українок (в Києві), Національної жіночої організації. Суслова є однією з засновниць Київської філії та однією з ініціаторок створення національної організації. Відповідала за фінансування організації та проблеми дискримінації на робочому місці та в суспільному житті. Для уряду була підготовлена Програма соціального просування жінок (1992).
З травня 1994 по липень 1995 віцепрезидентка ТОВ «Вікта» (Київ), була відповідальною за наймання та навчання персоналу, міжнародні відносини, PR.
З лютого 1994 р. по червень 1995 р. на волонтерських засадах була координаторкою асоціації «Жінки, економіка, безробіття, ринок» (Київ), де діяла з метою розвитку та просування ролі жінок у суспільстві. Волонтерство в організації було тимчасовою діяльністю перед формуванням Жіночого інформаційно-консультативного центру.
Голова ради, засновниця Жіночого інформаційно-консультативного центру (WICC), м. Київ, з червня 1995 року.
З 1996 тренерка-консультантка, потім директорка навчальної програми Жіночий консорціум NIS — США Winrock International (Київ) з травня 1995 по вересень 1999 року. Була однією з двох осіб, які почали свою діяльність і активно працювали на розробку мереж і навчальних програм.
Голова Всеукраїнської асоціації освітянства та комунікацій (1999—2001). 2001 рік: членкиня команди з підготовки керівництва з освіти в галузі прав людини в Європейському молодіжному центрі Будапешту.
Експертка Програми розвитку ООН у 2003, 2005, 2007-2009 рр. 
Тренерка-консультантка у Policy Project Futures Group (2000—2001, 2003—2004 рр.)
2003—2004 працювала консультанткою ініціативної групи зі створення Коаліції НУО.
Координаторка ґендерної діяльності у програмі розвитку парламенту Індіанського університету (2005–2013).
У 2008 році Олена Суслова стала радницею Київського обласного губернатора з питань гендерної проблематики.
2007—2010 рр. виступала лідеркою проєкту «Жінки і матері з дітьми у в'язниці» разом з Державним департаментом України з питань виконання покарань за підтримки Швейцарського офісу співпраці.
2010 рік: стала членкинею громадської ради при Міністерстві у справах сім’ї та молоді, а також членкинею експертної ради з питань гендерної дискримінації в Міністерстві. Була представницею офіційної делегації на засіданні Комітету статусу жінок у США. 
У 2012 році була висунута від України до Комітету ООН з ліквідації всіх форм дискримінації щодо жінок. У 2015 та 2016 роках повторно брала участь у засіданнях.
Гендерна експертка в програмі РАДА протягом 2014 — 2018 рр. Технічна та консультаційна підтримка Верховної Ради України — сприяння демократичним змінам в українській громаді.
З 2016 року гендерна експертка в UN Women. Технічна підтримка персоналу Міністерства оборони та інших суб'єктів державного сектору в гендерній інтеграції реформування сектору безпеки і оборони.
2017 рік: членкиня консультативної групи громадянського суспільства НАТО.
У 2019 році – членкиня громадської ради при Парламентському комітеті з прав людини.

## Членство в організаціях
2000–2002 — членкиня Міжнародного фонду «Відродження».
2001–2008 — членкиня Консультативного комітету Глобального фонду для жінок.
2002–2008 — членкиня Ради Глобального фонду для жінок.
З 2003 року — членкиня FeDem.
З 2004 року — членкиня Всеукраїнської соціальної ради; Гендерна експертка Швейцарського агентства з питань розвитку та співробітництва.

## Нагороди
- 2001 р., 2003 р. — Відзнака Київського міського голови
- 2005 р. — Номінація на Нобелівську премію миру
- 2006 р. — Відзнака Кабінету Міністрів
- 2009р. — Відзнака Парламенту 20-ї річниці Української Гельсінської спілки (перша спілка з прав людини, у 80-ті роки протистояла комуністичній партії)

## Науково-видавнича діяльність
1. Оцінка ґендерного впливу на сектор безпеки та оборони України, UN Women, 2018.[8]
2. «Гендерна рівність у Збройних Силах України», інформаційна картка, Інформаційно-консультативний жіночий центр, 2018.
3. «Як ми розуміємо гендерну політику — розуміння і непорозуміння», Інформаційно-консультативний жіночий центр, 2018.
4. «Освіта гендеру: підходи, проблеми і способи її подолання», Інформаційно-консультативний жіночий центр, 2018.
5. «Аудит безпеки міста. Безпечний для жінок — безпечний для всіх», Інформаційно-консультативний жіночий центр, 2018.
6. Аналіз державної політики та нормативно-правових актів на відповідність принципу рівних прав та можливостей жінок і чоловіків, посібник, програма РАДА Фонду Східної Європи, 2017.[9]
7. Жінки, мир та безпека: інформаційно-методичний збірник для співробітників міністерства оборони і генерального штабу України, посібник, Інформаційно-консультативний жіночий центр, 2016.[10]
8. Протокол із документування та розслідування сексуального насильства в умовах конфлікту, Інформаційно-консультативний жіночий центр, 2016.[11]
9. Реалізація НПД з виконання резолюції Ради Безпеки ООН 1325, Інформаційно-консультативний жіночий центр, 2016.[12]
10. Не бійтесь конфліктів, краще полюбіть їх і відпустіть (Трансформація конфліктів, медіація, культура миру), Інформаційно-консультативний жіночий центр, 2015.[13]
11. Запобігання ґендерній дискримінації в рекламі, Інформаційно-консультативний жіночий центр, Нечипоренко, Л., Руденко, M., Суслова, O., 2011.
12. Законотворчість: розробка місцевих програм розвитку, Суслова M , Нечипоренко, Л., Руденко, M., Суслова M., Програма сприяння Парламенту ІІ: Програма розвитку законотвор. політики, 2011.
13. Захист прав жінок та дітей судовими та правоохоронними органами в Україні, Суслова О. І., Лазаренко О. О., Ахтирська Н. О. ; за заг. ред. Христової Г. О., Проект зі зміцнення та захисту прав жінок та дітей в Україні (TRES), 2010.
14. Законотворчість : практичні аспекти впровадження принципу рівних прав та можливостей жінок і чоловіків в діяльності Верховної Ради України; заг. ред. і упоряд. О. І. Суслової; Програма сприяння Парламенту ІІ., 2010.
15. Gender Mainstreaming in the Penitentiary System – Practical Aspects, part 1, PRI, SDC, – 2010.
16. Gender Mainstreaming in the Penitentiary System – Practical Aspects, part 2, PRI, SDC, – 2010.
17. Gender Mainstreaming in the Penitentiary System – Legal Aspects, PRI, SDC, – 2010.
18. Гендерний моніторинг влади, стаття, Українська Правда, 2010.[14]
19. Наші права не є необов'язковими. CEDAW, OP CEDAW, коментарі IWRAW (переклад та видання). - UWF, 2008; UNFPA, 2009.
20. Article in publication Statement of Men in Ukraine, PDP II, 2009.
21. Equal Opportunity Law – comments, UNDP, 2009.
22. Business Environment and Enterprise Performance Survey. The European Bank for Reconstruction and Development and the World Bank. – analysis, IFC, 2009.[15]
23. Огляд підприємств України 2008 р. Гендерний розділ. – аналіз, Міжнародна фінансова корпорація, 2009.[15]
24. Регіональний законодавчий аналіз і зіставлення відповідності міжнародним договорам про дискримінацію жінок, Фонд ООН у галузі народонаселення – аналіз, 2008.
25. Suslova, O., Karbowska, N., Lytvynova, T., Main Strategies and Methodologies on Gender Mainstreaming, UWF – manual, 2008.
26. Підготовка жінок до ресоціалізації після в’язниці – посібник, 2008.
27. Жінки і матері з дітьми в ув’язненні – посібник, 2008.
28. Жінки і матері з дітьми в ув’язненні – дослідження, 2008.
29. The Impact of EU Accession on Policy for Inclusion of Various Social Groups: EU Gender Policy Implementation in Ukraine – Charles R. Wise, E. Rakhimkulov, O. Suslova, policy brief, 2008.
30. What happen in Ukrainian education? – “YA” magazine, 2007.
31. Influence of gender education on forming personality: Analysis of the program «Empowering Education» - Empowering Education Program evaluation report, 2007.
32. Socio and Gender Analysis of Heifer International Projects in Ukraine – analytical paper on agricultural area for the Heifer International Ukraine, 2006.
33. Political ethics of Maidan: the view from “barricade” – oral stories of Orange Revolution, 2006.
34. People surprised us in the country what we didn’t know – women’s oral stories on Orange Revolution, 2005.
35. Gender and Politics: The Actors' Speak. – East European Development Institute, 2003.[16]
36. Cultural and Social Changes in Ukraine (Engendering of Transition). – World Bank Poverty Reduction and Economical Management Meeting, Washington, DC, 12 липня 1999.